# Microregione di Cajazeiras
Cajazeiras è una microregione dello Stato di Paraíba in Brasile, appartenente alla mesoregione di Sertão Paraibano.

## Comuni
Comprende 15 comuni:
- Bernardino Batista
- Bom Jesus
- Bonito de Santa Fé
- Cachoeira dos Índios
- Cajazeiras
- Carrapateira
- Joca Claudino
- Monte Horebe
- Poço Dantas
- Poço de José de Moura
- Santa Helena
- São João do Rio do Peixe
- São José de Piranhas
- Triunfo
- Uiraúna